# Fonds-Saint-Denis

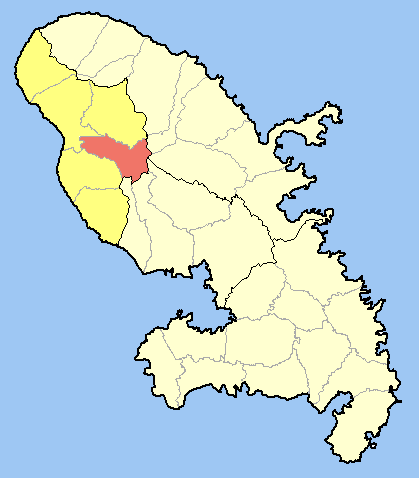
Situació de Fonds-Saint-Denis

Fonds-Saint-Denis és un municipi francès, situat a la regió de Martinica. El 2009 tenia 890 habitants, el municipi menys poblat de Martinica. Es troba vora el Mont Pelée i els costats dels Pitons du Carbet, a 27 kilòmetres de Fort-de-France.

## Demografia
|  | 1.302 | 1.191 | 1.044 | 977 | 945 | 889 |  |  |  |  |  |  |  |  |  |  |
|  |       |       |       |     |     |     |  |  |  |  |  |  |  |  |  |  |

## Administració
| Període | Identitat | Partit |
| ------- | --------- | ------ |
| 1989-   | Max Nelzy |        |